# (2623) Zech
(2623) Zech es un asteroide perteneciente al cinturón de asteroides, descubierto el 22 de septiembre de 1919 por Karl Wilhelm Reinmuth desde el Observatorio de Heidelberg-Königstuhl, Alemania.

## Designación y nombre
Designado provisionalmente como A919 SA. Fue nombrado Zech en honor al astrónomo alemán Gert Zech.